# 갈락토사이드
갈락토사이드(Galactoside)는 갈락토스를 포함하는 글리코사이드이다. 갈락토스의 탄소-1에 있는 OH 그룹의 H는 유기 부분으로 대체된다.

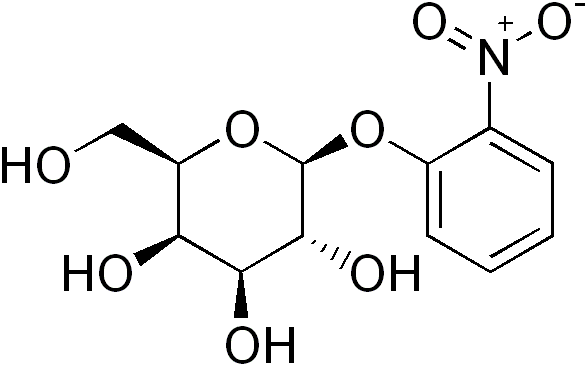
β-갈락토사이드의 예인 ONPG의 구조.

글리코사이드 결합이 갈락토스 분자의 평면 "위" 또는 "아래"에 있는지에 따라 갈락토사이드는 α-갈락토사이드 또는 β-갈락토사이드로 분류된다.
β-갈락토사이드는 글리코사이드 결합이 갈락토스 잔기의 평면 위에 있는 갈락토사이드의 한 유형이다. 생화학에서 가장 일반적으로 인식되고 사용되는 β-갈락토사이드는 락토스이다. 그러나 ONPG와 같은 다른 화학 물질도 알려져 있지만, 이들은 일반적으로 생화학적 분석을 위해 합성된다.
갈락토사이드는 많은 유기체의 대사 과정에서 중요한 역할을 하며, 갈락토시다아제라고 불리는 효소 부류에 의해 가수분해되며, 갈락토사이드의 어떤 유형의 글리코사이드 결합을 끊을 것인지에 따라 분류된다. 예를 들어, β-갈락토사이드 글리코사이드 결합을 가수분해하는 효소는 β-갈락토시다아제라고 불리는 반면, α-갈락토사이드 글리코사이드 결합을 가수분해하는 효소는 α-갈락토시다아제로 알려져 있다.